# Raoul Lamourdedieu
Raoul Lamourdedieu (* 2. Februar 1877 in Fauguerolles, Département Lot-et-Garonne, Frankreich; † 8. Mai 1953 in Pierrefonds, Département Oise) war ein französischer Bildhauer und Medailleur.

## Leben
Raoul Lamourdedieu war der Sohn des Bahnhofvorstehers Charles-Philippe Lamourdedieu und dessen Ehefrau Rosalie Ruël. 1894 studierte er an der École des beaux-arts de Bordeaux. Zur gleichen Zeit erlernte er das Handwerk der Holzschnitzerei. Später setzte er seine Studien an der École des beaux-arts de Paris fort und arbeitete in den Ateliers von Alexandre Falguière und Alexandre Charpentier.
Als Bildhauer gestaltete er das für die Weltausstellung Paris 1900 errichtete Ausstellungsgebäude Grand Palais mit. Lamourdedieu nahm 1902 Mathilde Veber zu seiner Ehefrau. 1908 richtete er sich ein Atelier in der Straße Impasse Ronsin 11 im 15. Pariser Arrondissements ein.
Lamourdedieu stellte seine Arbeiten auf verschiedenen Ausstellungen aus, darunter auf dem Salon der Société nationale des beaux-arts von 1908 die Marmorstatue Vénus moderne parant ses charmes, die Gipsbüste Portrait de Mme Th. C. und die Bronzestatuen Femme à la chemise und La Douleur. Sein Werk war zunächst von Auguste Rodin beeinflusst, jedoch nahmen seine Arbeiten später mehr die Züge der figurativen Kunst der Bildhauer Antoine Bourdelle und Aristide Maillol an. In den 1920er Jahren fertigte er Werke im Stil des Art déco. Einige dieser Arbeiten wurden von dem Éditeur d’art (Kunstverleger) und Bildgießer Jules Levi-Lehmann handwerklich umgesetzt und vertrieben. Der Künstler war Mitglied der von dem Éditeur d’art Arthur Goldscheider ins Leben gerufenen Künstlergruppe La Stèle, der auch einige seiner Arbeiten verlegte. Lamourdedieu arbeitete an der Erstellung des Reliefs La Pergola de la Douce France mit, das 1925 auf der Pariser Exposition internationale des Arts Décoratifs et industriels modernes gezeigt wurde.
1930 wurde er zum Professor an der École des beaux-arts berufen, wo auch Jacques Gestalder zu seinen Schülern zählte. Die Ehrenlegion nahm ihn als Ritter auf.

## Werke (Auswahl)

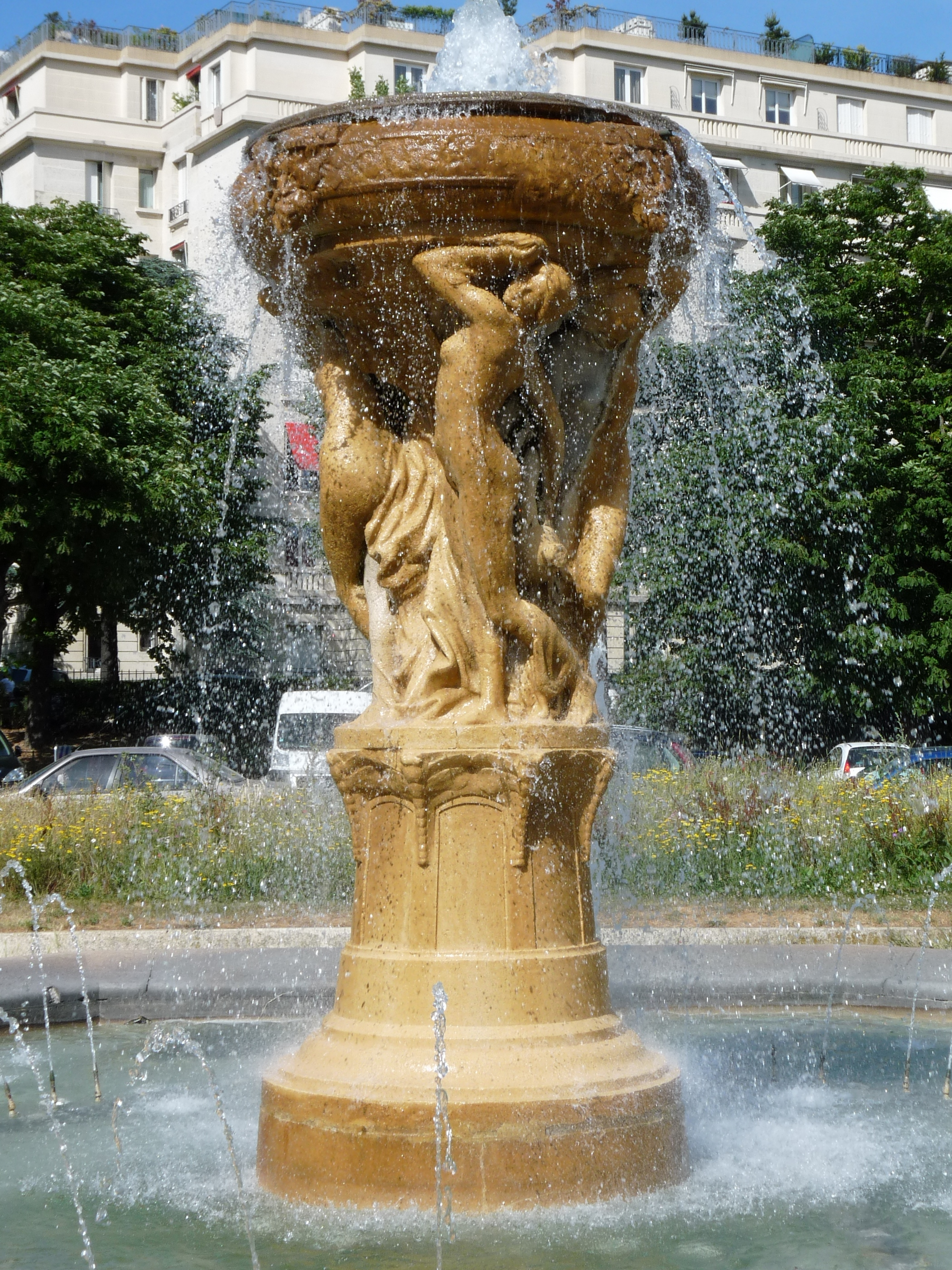
Fontaine l’Amour von Lamourdedieu an der Porte d’Auteuil in Paris

- La Force, Figurengruppe eines nackten Mannes im Kampf mit einem Stier, 1920er Jahre; als Statue in Mont-de-Marsan und Fresnes sowie als Medaille interpretiert.[11]
- Fontaine l’Amour an der Porte d’Auteuil in Paris[5]
- Medaille zur Wahl von Ministerpräsident Raymond Poincaré 1913[5]
- Monument aux morts de Labouheyre, 1921[12]
- Monument aux morts, im Garten des Lycée Jean-Baptiste Say, 1921[13]
- Monument aux morts de Marmande, 1922[5][14]
- Monument aux morts de Gontaud-de-Nogaret[14]
- Monument aux morts de la guerre de 1914–1918, Vienne-le-Château[14]

## Veröffentlichungen
- Traité de la sculpture taillée. Technique, pratique, critique. J.-C. Godefroy, Paris. 128 S.